# Evigt din, ja blott din
Evigt din, ja blott din eller Evigt din, endast din är en körsång från 1883 med text och musik av Richard Slater. Texten översattes till svenska av Emanuel Booth-Hellberg

## Publicerad i
- Frälsningsarméns sångbok 1968 som nr 25 i körsångsdelen under rubriken "Bön" (Evigt din, endast din)
- Frälsningsarméns sångbok 1990 som nr 755 under rubriken "Bön". (Evigt din, ja blott din)